# مقاطع صينية
الرموز الصينية (بالصينية المبسطة: 汉字، وبالصينية التقليدية: 漢字 وبنظام البينيين: hànzì، وتُنطق هانزي، وتعني: حروف الهان) رسوم لفظية وُضعت لكتابة اللغة الصينية، واتُّخذت لكتابة عدة لغات آسيوية أخرى. وما زالت عنصرًا أساسيًّا في نظام الكتابة الياباني المدعو كانجي. وهي أقدم نظام كتابة مستمر استعماله في العالم كله. بسبب انتشار نظامها الحالي في شرق آسيا، واستعماله التاريخي في المجال الثقافي هناك، يُعد من أكثر أنظمة الكتابة انتشارًا في العالم من حيث عدد المستعمِلين. يبلغ عددها عشرات الآلاف، وإن كان أغلبها رموزًا مرادِفة ثانوية لم تَظهر إلا في النصوص التاريخية. نظامها قائم على الرموز خلافًا للألِفْبائية القائمة على الحروف، أي يُربط فيه كل رسم لفظي بصوت تام، ومن ثَم يمكن مقارنته بـ«المقطعية» من بعض الوجوه.
القدرة العملية على القراءة والكتابة بالنظام الصيني تتطلب علم 3-4 آلاف رمز. يُعلَّم منها 2,136 في المدارس الثانوية اليابانية (وتُدعى: جويو كانجي)، ومئات غيرها في الاستعمال اليومي. بعد تبسيط الرموز عقب الحرب العالمية الثانية في اليابان والصين، صارت الرموز الصينية المستعمَلة في اليابان مختلفة من وجوه عديدة عما تُستعمل في الصين. توجد قوائم نموذجية وطنية عديدة للرموز والأشكال والنُّطوق. تُستعمل أشكال مبسَّطة لرموز معيّنة في بر الصين الرئيس وسنغافورة وماليزيا، في حين تُستعمل الرموز التقليدية المرادِفة في تايوان وهونغ كونغ وماكاو، وحتى في كوريا الجنوبية في نطاق محدود. في اليابان تُكتب الرموز الشائعة بالأشكال المبسطة الخاصة بيابان ما بعد الحرب، في حين تُكتب الرموز غير المألوفة بأشكالها اليابانية التقليدية التي تطابق الأشكال التقليدية الصينية.
أغلب الكلمات الصينية في اللغة الصينية الحديثة مركَّبة من رمزين أو أكثر. وغالبًا ما يقابل الرمز مقطعًا لفظيًّا مفردًا هو في الوقت ذاته مقطع صرفي (مورفيم)، ولهذه القاعدة العامة استثناءات قليلة، منها المورفيمات ثنائية المقاطع اللفظية (تُكتب برمزين)، والمقاطع اللفظية ثنائية المورفيمات (تكتب برمزين)، والحالات التي يقابِل فيها الرمز الواحد كلمةَ -أو عبارة- متعددة المقاطع اللفظية.
في الصينية الحديثة عديد من المتشابهات اللفظية (الهوموفونات)، فيكون للمقطع اللفظي نفسه عدة رموز تختلف باختلاف المعنى. وربما كان للرمز الواحد أيضًا عدة معان قد تكون متمايزة جدًّا، وأحيانًا ما يكون لها نطوق مختلفة. وأما الألفاظ القريبة (Cognates) في اللهجات الصينية فتُكتب عمومًا بالرمز نفسه. وفي اللغات الأخرى –ولا سيما اليابانية والكورية حاليًّا– تُستعمل الرموز في تمثيل الكلمات الصينية الدخيلة، لتمييز الكلمات الأصيلة من النطق الصيني (كونيومي في اليابانية مثلًا)، وبوصفها عناصر لفظية بحتة بناء على نطقها في اللهجة الصينية التاريخية التي أُخذت منها الكلمة. وتلك التعديلات الأجنبية للنطق الصيني تُدعى «النطوق الأجنبية الصينية» (Sino-Xenic pronunciations)، وكانت نافعة في إحياء الصينية الوسطى.

## الاستعمال
عندما بدأ نظام الكتابة الصيني في الألفية الثانية قبل الميلاد، كانت كلمات الصينية القديمة في عمومها أحادية المقطع اللفظي، وكان لكل كلمة رمز. ومن عهد مملكة تشو الغربية إلى الآن أخذ يتزايد في اللغة عدد الكلمات المتعددة المقاطع اللفظية.

## مقالات ذات صلة
- فن الخط بالأحرف الصينية